# Лючія ді Ламмермур (фільм, 1980)
«Лючія ді Ламмермур» — радянський фільм-опера режисера  Олега Бійми, знятий на Українській студії телевізійних фільмів в 1980 році. Екранізація однойменної опери італійського композитора Гаетано Доніцетті за мотивами роману Вальтера Скотта «Ламмермурська наречена». У головній партії —  Євгенія Мірошниченко.

## Сюжет
Мандрівний з друзями по Великій Британії безіменний італійський композитор сховався від проливного дощу в будинку самотньої бабусі. Там його зацікавила картина, що висіла над вогнищем. Після короткої передмови господиня розповіла трагічну історію зображеної на полотні пари закоханих. Лорд Едгар — останній зі старовинного роду Равенсвудов. Батько Едгара убив якийсь Астон, який здобув владу в цих краях. Лорд присягнувся помститися за смерть батька і за всі образи, нанесені їх роду. На жаль, Едгар зустрів і полюбив Лючію — сестру свого ворога. Вимушений покинути на час батьківщину, Едгар дає можливість підступному вельможі скористатися підробленими листом і переконати сестру в невірності її коханого. Лючія поступається проханням брата і дає згоду на весілля з лордом Артуром, багатим нареченим, якого так наполегливо рекомендує їй Генріх. З Франції повертається Едгар. Він звинувачує Лючію в невірності даному слову. Обдурена дівчина втрачає розум, вбиває свого молодого чоловіка і кидається вниз з крутого обриву річки. Вражений тим, що сталося, Едгар йде в замок свого ворога і гине від стріли, пущеної в нього Норманном, вірним слугою Генріха.

## У ролях
- Євгенія Мірошниченко —  Лючія  (співає вона ж)
- Анатолій Мокренко —  Генріх  (співає він же)
- Віктор Євграфов —  Едгар  (співає Володимир Федотов)
- Анна Твеленьова —  Аліса  (співає Галина Туфтіна)
- Гірт Яковлєв —  Норманн  (співає В. Кулага)
- Юрій Волков —  Раймонд  (співає Георгій Красуля)
- Станіслав Пазенко —  Артур  (співає В. Гуров)
- Володимир Конкін —  композитор
- Тамара Тимофєєва —  стара
- Анатолій Пазенко —  супутник композитора
- Віктор Ланберг —  супутник композитора

## Музиканти
- Оркестр і хор Київського академічного театру опери та балету ім. Т. Шевченка
  - Диригент — Олег Рябов
  - Хормейстер — А. Венедиктов
- Ленінградська балетна трупа хореографічних мініатюр
  - Керівник —  Аскольд Макаров

## Знімальна група
- Сценарій та постановка:  Олег Бійма
- Оператор-постановник:  Олександр Мазепа
- Художник-постановник: Олександр Бурлін
- Художник по костюмах: Л. Жуковська
- Художники-гримери: Н. Ситнікова, Є. Пироженко
- Редактор: С. Світлична
- Звукорежисер: Генадій Чупаков
- Монтажер: В. Кудашева
- Пиротехник: В. Вороний
- Адміністративна група: В. Сарафанов, І. Ожеван
- Директор: В. Гатті